# علية عبد المنعم
علية عبد المنعم (15 يناير 1929 - 7 يناير 1994)، ممثلة مصرية.

## عن حياتها
ولدت في الحلمية القديمة بالقاهرة، وتزوجت عام 1954 من «نصر فريد» وأنجبت منه خمس أبناء.:
وتخرجت حيث حصلت على درجة البكالوريوس وبدأت حياتها المهنية كمدرسة موسيقى ثم عملت بالتلفزيون المصري مع بدايته بالستنيات كمعدة للكثير من البرامج الموسيقية بالتلفزيون المصري. وكان دخولها للمجال الفني الفعلي بعام 1963 وذلك بعدما شاركت في فيلم الباب المفتوح واستمرت بتقديم أعمالها الفنية حتى وفاتها عام 1994 في القاهرة، وكانت أدوارها شبه ثانوية إلا إنها حصدت بها الشهرة.

## أعمالها
- رجال بلا ثمن - 1993
- الشقيقتان - 1990 أم حسن يوسف
- روض الفرج - 1987
- ضربة معلم - 1987 أم عاطف
- إشراقة القمر موعدنا - مسلسل 1987
- حارة الجوهري - 1987
- سري للغاية - 1986 عمة محمود
- البريء - 1986
- من فضلك وإحسانك - 1986
- منزل العائلة المسمومة - 1986
- العايقة والدريسة - 1985
- الموظفون في الارض - 1985 نازك
- الحكم آخر الجلسة - 1985
- الطاغية - 1985
- التريللا - 1985
- الطيب أفندى - 1984
- فقراء لا يدخلون الجنة - 1984
- تزوير في أوراق رسمية - 1984
- بناتنا في الخارج - 1984
- بيت القاصرات - 1984
- غداً تتفتح الزهور - مسلسل 1984
- جدعان باب الشعرية - 1983
- حادث النصف متر - 1983
- القفل - 1983
- المحاكمة - 1982 أم حسن
- للفقيد الرحمة - 1982
- أشياء ضد القانون - 1982 أم ازهار
- أبواب المدينة (الجزء الثاني) - مسلسل 1982 أم شريفة
- خمسة في الجحيم - 1982
- سواق الأتوبيس - 1982
- الرحمة ياناس - 1981
- قهوة المواردي - 1981
- وقيدت ضد مجهول - 1981
- لن أغفر أبدا - 1981 سيدة أم ياسمين
- الشريدة - 1980 أم سهام
- شعبان تحت الصفر - 1980
- حب لا يرى الشمس - 1980
- الفندق - مسلسل 1980 ام إسماعيل
- أبواب المدينة (الجزء الأول) - مسلسل 1980 أم شريفة
- الشك يا حبيبى - 1979
- الطيور المهاجرة - 1979
- هي والمستحيل - مسلسل 1979
- أنقذوا هذه العائلة - 1979
- إلا دمعة الحزن - مسلسل 1979
- إحنا بتوع الأتوبيس - 1979
- الشباك - 1978
- القاضي والجلاد - 1978
- بنت غير كل البنات - 1978 ام حسن
- اذكريني - 1978
- العمر لحظة - 1978
- القطط السمان - 1978
- مارد الجبل - مسلسل 1977 فضيلة
- العذاب امرأة - 1977
- زهرة البنفسج - 1977
- أفواه وأرانب - 1977
- الحب قبل الخبز أحياناً - 1977
- بعيدا عن الأرض - 1976 والدة نوال
- رحلة الأيام - 1976 ام منى
- العش الهادئ - 1976
- شقة في وسط البلد - 1975
- امرأتان - 1975 مشيرة
- لا شيء يهم - 1975
- أجمل أيام حياتى - 1974
- الشوارع الخلفية - 1974 سعاد هانم
- الحواجز الزجاجية - مسلسل 1974
- مدينة الصمت - 1973
- السلم الخلفي - 1973
- شياطين البحر - 1972
- الشيطان امرأة - 1972 ام امين
- الناس والنيل - 1972
- ملوك الشر - 1972
- بيت من رمال - 1972
- حكاية بنت إسمها مرمر - 1972
- أختي - 1971 ام سوسن
- خمسة شارع الحبايب - 1971
- ثم تشرق الشمس - 1971
- الخيط الرفيع - 1971 ام منى
- مذكرات الآنسة منال - 1971
- ملكة الليل - 1971 والدة أحمد
- اعترافات امرأة - 1971
- نار الشوق - 1970
- الوادى الأصفر - 1970
- أنا وزوجتي والسكرتيرة - 1970
- حياتي - 1970
- حب المراهقات - 1970
- لسنا ملائكة - 1970
- ابن الشيطان - 1969
- فتاة الاستعراض - 1969
- نص ساعة جواز - 1969 سميرة أخت فاطمة
- أبواب الليل - 1969 أمينة
- الحب سنة 70 - 1969
- 3 وجوه للحب - 1969
- أسرار البنات - 1969
- جراح عميقة - مسلسل 1969
- روعة الحب - 1968
- عالم مضحك جداً - 1968
- عدوية - 1968
- الزواج على الطريقة الحديثة - 1968
- التلميذة والأستاذ - 1968
- أفراح - 1968
- بنت من البنات - 1968
- حكاية 3 بنات - 1968
- 3 نساء - 1968 (القصة الأولى) و (القصة الثانية)
- شقة الطلبة - 1967
- غازية من سنباط - 1967
- جفت الأمطار - 1967
- معبودة الجماهير - 1967
- المراهقة الصغيرة - 1966
- الأصدقاء الثلاثة - 1966 أمينة خليل
- حارة السقايين - 1966
- عدو المرأة - 1966 المحامية التي ترافعت ضد د. عيسى
- 3 لصوص - 1966
- مراتى مدير عام - 1966
- جدعان حارتنا - 1965
- صبيان وبنات - 1965
- هي والرجال - 1965
- هارب من الأيام - 1965
- المراهقان - 1964
- نهر الحياة - 1964
- ألف ليلة وليلة - 1964
- أول حب - 1964
- الليلة الأخيرة - 1963 الخياطة
- الباب المفتوح - 1963
- موسى بن نصير - مسلسل 1900
- العتبه - سهرة تلفزيونية 1900 أمينة
- المدينة الهادئة - مسلسل
- سجن بلا قضبان
- رجال لكل الامور - مسلسل إذاعي
- نوارة

## روابط خارجية
- علية عبد المنعم على موقع الدهليز
- علية عبد المنعم على موقع قاعدة بيانات الأفلام العربية